# ۲-C-متیل-D-اریتریتول-۲،۴-سیکلو پیروفسفات
۲-سی-متیل-دی-اریتریتول-۲٬۴-سیکلو پیروفسفات (به انگلیسی: 2-C-Methyl-D-erythritol-2,4-cyclopyrophosphate) با فرمول شیمیایی C5H12O9P2 یک ترکیب شیمیایی با شناسه پاب‌کم 123069 است. که جرم مولی آن ۲۷۸٫۰۹ گرم بر مول می‌باشد. 